# علي عوض الحلي
علي بن حسين بن علي آل عوض الأسدي الحلّي يعرف عموماً بـعلي عوض الحلي (1838 - يوليو 1907) كاتب وشاعر عراقي. ولد في الحلّة، ونشأ فيها يختلف إلى شيوخ العلم والأدب، ويغشى المجالس الأدبية. قرض الشعر وألف الكتب الأدبيّة وترجم عن الأدباء. توفي في الحلّة ودفن في النجف. من مؤلفاته الحركة والسكون وبلاغ كاذب والدفع بالتقدم والسقوط وقانون العمل وكيديّة ومحاضرة الأديب ومسامرة الحبيب. وصدر في آب 2002 كتاب بعنوان الشيخ علي عوض الحلي من تأليف جواد عبد الكاظم محسن. 

## سيرته
هو الشيخ علي بن الحسين بن عوض الحلي المعروف بالشيخ علي عوض من أسرة تعرف بالحلة بالعوض يقولون إنهم من بقايا بني مزيد أمراء الحلة والفرات. ولد سنة 1250 ونشأ في الحلة يختلف إلى شيوخ العلم والأدب، ويغشى المجالس الأدبية. قرض الشعر وألف الكتب الأدبيّة وترجم عن الأدباء.

أخذ عن صالح الكواز وحيدر الحلي و محمد الملا وجواد بدقت وخضر النجفي.

توفي سنة 1325 في جمادي الآخرة/ يوليو 1907 في الحلة ونقل إلى النجف.

## مؤلفاته
- 'الحركة والسكون أو الفلك المشحون في الحركة والسكون
- الأسرار المرضية والآثار العوضية
- بلاغ كاذب
- الدفع بالتقدم والسقوط
- قانون العمل
- كيديّة
- محاضرة الأديب ومسامرة الحبيب أو محادثة الأديب ومسامرة الأريب
- أمان الأنام من شرور الأيام